# Usa (affluente del Wetter)
L'Usa, lungo circa 34 km è un fiume della Germania e affluente destro del Wetter, al quale si congiunge presso Friedberg

## Corso
L'Usa nasce nel Circondario dell'Alto Taunus nell'Östlichen Hintertaunus. La sua sorgente si trova tra le località di Rod am Berg (Neu-Anspach) a nord e
Anspach a sud, circa 2,5 km a ovest-sudovest del centro cittadino di Neu-Anspach sul lato orientale dell'Hardt, a un'altezza di circa 458 metri s.l.m. 
All'inizio l'Usa attraversa Neu-Anspach. Ivi sfocia l'Arnsbach. Nel prosieguo del suo corso l'Usa attraversa Usingen e viene rinforzato dalla confluenza con l'Eschbach. Accompagnato dalla Bundesstraße 275 raggiunge Ober-Mörlen. Qui riceve le acque del Fauerbach. Attraverso Nieder-Mörlen l'Usa scorre nella zona di Bad Nauheim. Qui aziona ancor oggi una ruota idraulica. Più avanti riceve le acque del Seebach. Presso Friedberg si trova un idrometro. 
Infine l'Usa confluisce, a un'altezza di 123 metri s.l.m., nel Wetter.